# Diócesis de Tanjung Selor
La diócesis de Tanjung Selor (en latín: Dioecesis Tanjungseloren(sis) y en indonesio: Keuskupan Tanjung Selor) es una circunscripción eclesiástica latina de la Iglesia católica en Indonesia, sufragánea de la arquidiócesis de Samarinda. La diócesis tiene al obispo Paulinus Yan Olla, M.S.F. como su ordinario desde el 14 de junio de 2008.

## Territorio y organización

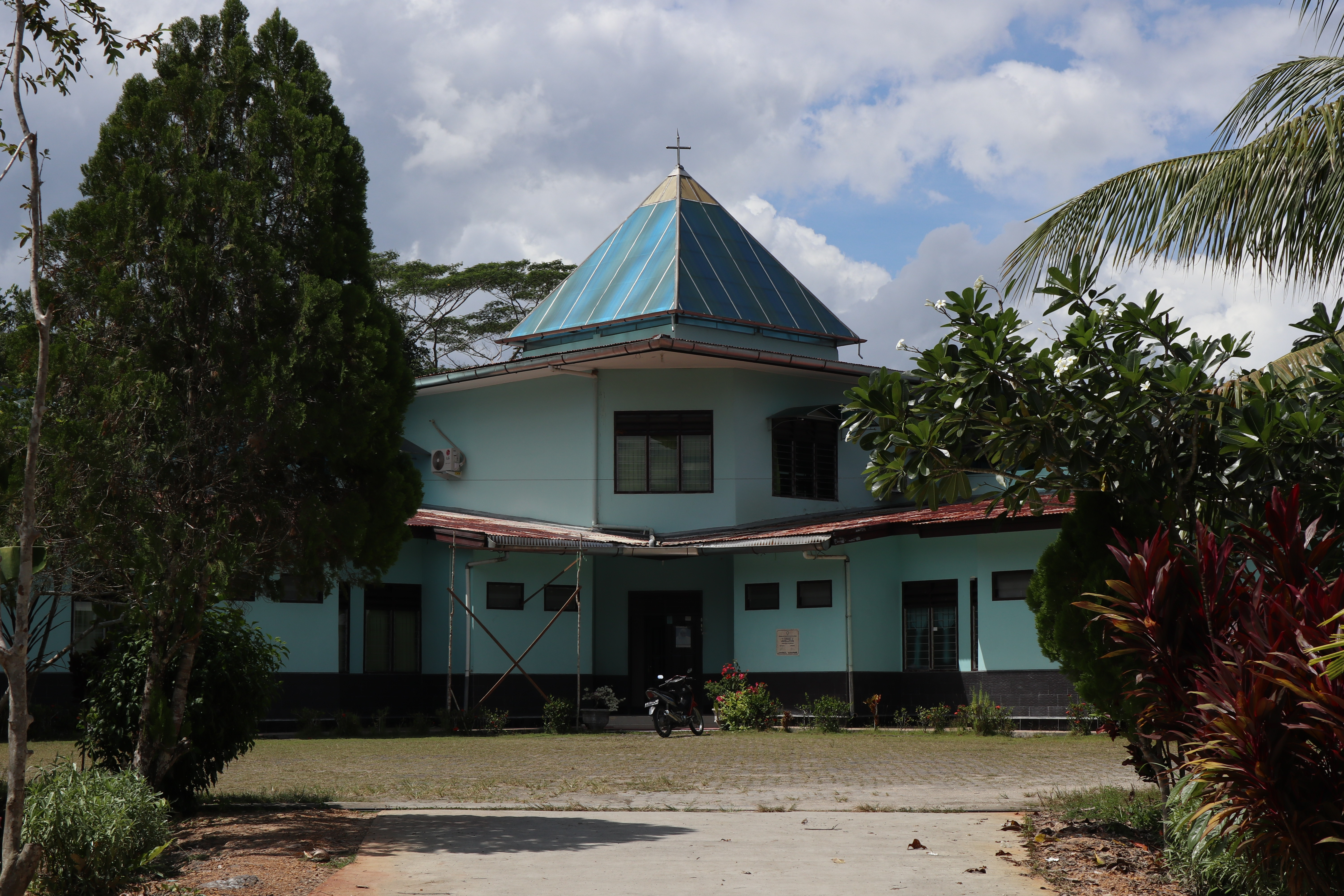
Palacio episcopal de Tanjung Selor

La diócesis tiene 96 630 km² y extiende su jurisdicción sobre los fieles católicos de rito latino residentes en la provincia de Borneo Septentrional y en la regencia de Berau en la provincia de Borneo Oriental.
La sede de la diócesis se encuentra en la ciudad de Tanjung Selor, en donde se halla la Catedral de Santa María Asunta.
En 2020 en la diócesis existían 15 parroquias.

## Historia
La diócesis fue erigida el 22 de diciembre de 2001 con la bula Ad aptius consulendum del papa Juan Pablo II, obteniendo el territorio de la diócesis de Samarinda (hoy arquidiócesis).
Originalmente sufragánea de la arquidiócesis de Pontianak, el 14 de enero de 2003 pasó a formar parte de la nueva provincia eclesiástica de la arquidiócesis de Samarinda.

## Estadísticas
De acuerdo al Anuario Pontificio 2021 la diócesis tenía a fines de 2020 un total de 53 280 fieles bautizados.
| Año                                                                             | Población            | Población | Población      | Sacerdotes | Sacerdotes    | Sacerdotes    | Bautizados por sacerdote | Diáconos permanentes | Religiosos | Religiosos | Parroquias |
| Año                                                                             | Bautizados católicos | Total     | % de católicos | Total      | Clero secular | Clero regular | Bautizados por sacerdote | Diáconos permanentes | Varones    | Mujeres    | Parroquias |
| ------------------------------------------------------------------------------- | -------------------- | --------- | -------------- | ---------- | ------------- | ------------- | ------------------------ | -------------------- | ---------- | ---------- | ---------- |
| 2002                                                                            | 25 384               | 756 250   | 3.4            | 16         | 4             | 12            | 1586                     |                      | 12         | 14         | 10         |
| 2003                                                                            | 25 384               | 756 250   | 3.4            | 16         | 4             | 12            | 1586                     |                      | 12         | 14         | 10         |
| 2004                                                                            | 28 218               | 434 503   | 6.5            | 21         | 4             | 17            | 1343                     |                      | 17         | 28         | 12         |
| 2010                                                                            | 40 772               | 482 000   | 8.5            | 25         | 9             | 16            | 1630                     |                      | 24         | 32         | 25         |
| 2014                                                                            | 51 582               | 944 148   | 5.5            | 23         | 5             | 18            | 2242                     |                      | 30         | 33         | 15         |
| 2017                                                                            | 49 883               | 852 071   | 5.9            | 33         | 13            | 20            | 1511                     |                      | 31         | 31         | 20         |
| 2020                                                                            | 53 280               | 871 950   | 6.1            | 28         | 9             | 19            | 1902                     | 1                    | 32         | 40         | 15         |
| Fuente: Catholic-Hierarchy, que a su vez toma los datos del Anuario Pontificio. |                      |           |                |            |               |               |                          |                      |            |            |            |

## Episcopologio
- Justinus Harjosusanto, M.S.F. (22 de diciembre de 2001-16 de febrero de 2015 nombrado arzobispo de Samarinda)
  - Sede vacante (2015-2018)
- Paulinus Yan Olla, M.S.F., desde el 22 de febrero de 2018